# NGC 3352
NGC 3352 este o galaxie LINER situată în constelația Leul. A fost descoperită în 19 martie 1880 de către Édouard Stephan⁠(d). Se află la o distanță de 84,1 de megaparseci de Pământ.